# Кросс, Эндрю
Эндрю Кросс (1784—1855) — британский учёный-любитель. Родился и умер в Брумфилде.
Кросс экспериментировал с электричеством и был одним из последних «джентльменов науки». Стал широко известен после публикации своего опыта получения кристаллического стекла в 1836 году, во время которого «появилась жизнь».
Кросс был первым сыном Ричарда Кросса и Сюзанны Портер. В 1788 они семьёй поехали во Францию, где Эндрю пошёл в школу. С шести до восьми лет он находился рядом с учителем мистером Уайтом в городе Дорчестер, где изучал греческий язык. 1 февраля 1792 он переехал в город Бристоль.
Около 12 лет Кросс с одним из учителей стал изучать естественные науки, в том числе имеющие отношение к электричеству. В шестом классе стал ставить эксперименты c электричеством, в ходе которых научился делать лейденские банки. После окончания школы он поступил в Брейсноуз колледж.
Потеряв родителей, Кросс вступил в наследство в 21 год. Бросив учёбу на барристера, он стал больше свободного времени посвящать изучению электричества и даже построил собственную лабораторию. Также изучал минералогию и интересовался формированием кристаллической решётки. Около 1807 начал экспериментировать с электрокристаллизацией, формируя кристаллический известняк. К 1817 году он произвёл 24 минерала. Кросс был одним из первых, кто приступил к созданию больших вольтовых столбов.